# Pisticci
Pisticci község (comune) Olaszország Basilicata régiójában Matera megyében.

## Fekvése
Pisticci 364 méteres tengerszint feletti magasságon fekszik Basilicata középső-déli részén a Basento és a Cavone folyók közötti vízválasztón. Keleten a Jón-tengerre néz. Pisticcivel szomszédos községek: Bernalda, Montalbano Jonico, Craco, Ferrandina , Pomarico és Scanzano Jonico. 

## Története
A város neve valószínűleg a görög pistoikos szóból ered, melynek jelentése hűséges város (mivel a Róma és Tarentum közötti háborúk során, a görög város szövetségese maradt). Más vélemények szerint a latin pesticium szóból származik, aminek jelentése legelő. 
A város első lakói az enotrik voltak, erre az i. e. 10 századból származó sírkamrák utalnak. Őket a görögök követték. Ebben az időszakban Metapontum fennhatósága alá tartozó település volt. A rómaiak idejéna város Dél-Itália egyik jelentős mezőgazdasági települése volt, Pisticium néven.
A normannok uralkodása alatt, a 11. században a Sanseverino család birtoka lett. Később átkerült a Spinelli, majd az Acquara, De Cardenas nemesi családok  tulajdonába. 1808-ban a feudalizmus eltörlésével a Nápolyi Királyságban Pisticci is önálló lett. 1927-ben alulmaradt Materával szemben a megyei székhelyért való versengésben.

## Népessége
A népesség számának alakulása:

## Főbb látnivalói
- a normann vár (Castello normanno) romjai
- nemesi paloták: Palazzo de Franchi, Palazzo Rogges, Palazzo del tribunale, Palazotto
- Sant’Antonio-templom
- San Rocco-templom